# Steven Yeun
Steven Yeun, nato Yeun Sang-yeop (연상엽?; Seul, 21 dicembre 1983), è un attore e doppiatore sudcoreano naturalizzato statunitense, noto principalmente per il ruolo di Glenn Rhee nella serie televisiva The Walking Dead e per il ruolo di Mark Grayson nella serie animata "Invincible".
Nel 2020 ottiene il plauso della critica per la sua performance nel film Minari, con cui si aggiudica una candidatura al Premio Oscar, diventando il primo attore di origini coreane ad essere nominato. Ha altresì ricevuto candidature ai Critics' Choice Awards, ai Screen Actors Guild Award ed agli Independent Spirit Awards per il medesimo film. Nel 2024, inoltre, la sua interpretazione nella miniserie televisiva Lo scontro gli vale il Premio Emmy, lo Screen Actors Guild Award, il Critics Choice Television Award e il Golden Globe come miglior attore in una mini-serie o film per la televisione.

## Biografia
Steven Yeun è nato il 21 dicembre 1983 a Seul, Corea del Sud, figlio di Je e June Yeun. Suo padre era un architetto in Corea del Sud, prima di trasferire la sua famiglia nel 1988 a Regina, in Canada. La famiglia si è poi trasferita a Taylor e successivamente a Troy, dove l'attore ha vissuto fino a quando si è diplomato alla Troy High School nel 2001.
Cresciuto in una famiglia cristiana, che parlava principalmente coreano in casa, l'attore ha frequentato la scuola elementare Ruth M. Buck. I genitori iniziarono a chiamarlo "Steven" dopo aver incontrato un medico con quel nome. I suoi genitori possedevano negozi di prodotti di bellezza a Detroit Yeun conseguì un diploma di laurea in psicologia al Kalamazoo College nel 2005.
Il suo interesse per la recitazione venne a galla durante il suo primo anno al college, quando fece un provino per il gruppo di recitazione dell'istituto, i Monkapult. Fu inizialmente respinto ma fu inserito nel gruppo durante il suo secondo anno. Yeun rivelò ai suoi genitori che aveva in mente di perseguire una carriera di attore a Chicago invece di iscriversi alla facoltà di diritto o a quella di medicina. I suoi genitori, pur non essendo felici della sua decisione, gli diedero supporto. Yeun si trasferì a Chicago nel 2005, a Lincoln Square, insieme a suo fratello. Qui si unì agli Stir Friday Night, un gruppo comico composto da membri asioamericani. Si unì poi all'impresa teatrale comica The Second City di Chicago prima di trasferirsi a Los Angeles nel mese di ottobre del 2009.

### The Walking Dead
Il ruolo che ha lanciato la sua carriera è quello di Glenn Rhee nell'acclamata serie televisiva The Walking Dead, basata sull'omonima serie a fumetti. La serie è iniziata nel 2010 e coinvolge un gruppo di personaggi che combattono per sopravvivere in un violento mondo postapocalittico infestato da zombi. Secondo la rivista Variety, l'attore è stato "una parte importante" del successo dello spettacolo; il suo personaggio si è sviluppato "da giovane coraggioso membro del gruppo centrale dello show a eroe d'azione e sex symbol in buona fede". Ha lasciato lo show dopo sette stagioni.

### Film
Nel 2017 recita nel film horror d'azione Mayhem di Joe Lynch. Lo stesso anno prende parte al film Okja, diretto da Bong Joon-ho. Il film era in concorso per la Palma d'Oro nella sezione principale del concorso al Festival di Cannes 2017. Nel 2018 è al fianco di Lakeith Stanfield nella commedia nera Sorry to Bother You. Lo stesso anno recita nel film Burning - L'amore brucia, diretto da Lee Chang-dong.
Nel 2020 recita ed è produttore esecutivo del film drammatico Minari. Il film è stato ampiamente accolto positivamente dalla critica, e con questo ruolo ottiene la sua prima candidatura al Premio Oscar, diventando il primo attore di origini coreane ad essere nominato. Ha altresì ricevuto le candidature ai Critics' Choice Awards, ai Screen Actors Guild Award, ed agli Independent Spirit Awards.

### Doppiaggio
Tra il 2018 e il 2020 partecipa al doppiaggio di due serie animate tratte dal ciclo I racconti di Arcadia, ovvero 3 in mezzo a noi e I Maghi. Nel 2019 prende parte al doppiaggio della serie animata Tuca & Bertie.

## Vita privata
Il 3 dicembre del 2016 si è sposato con la fotografa Joana Pak. La coppia ha un bambino.

## Filmografia

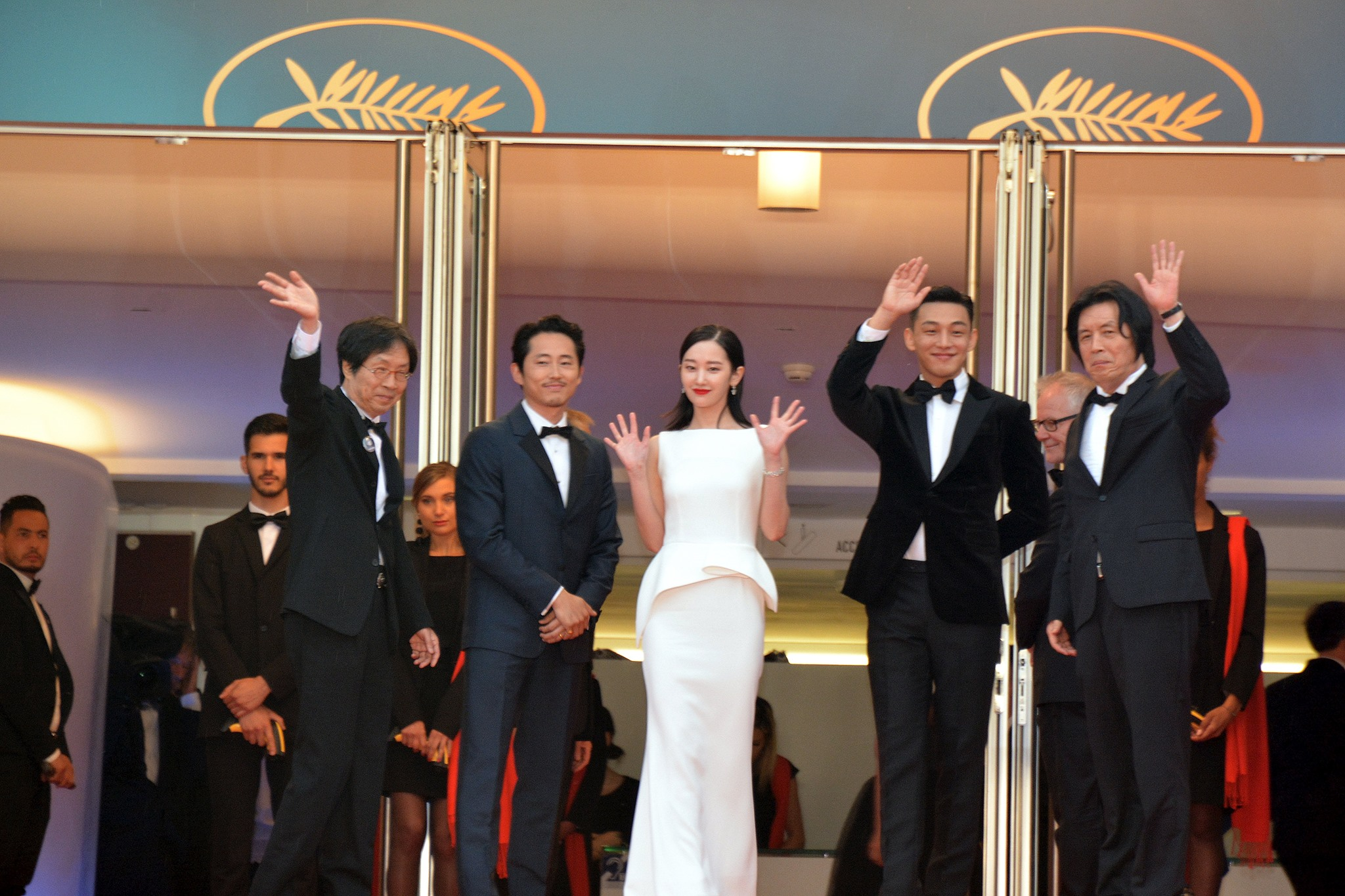
Steven Yeun al Festival di Cannes 2018

### Attore

#### Cinema
- My Name Is Jerry, regia di Morgan Mead (2009)
- A Moment of Youth, regia di Eric McCoy (2011)
- I Origins, regia di Mike Cahill (2014)
- Mayhem, regia di Joe Lynch (2017)
- Okja, regia di Bong Joon-ho (2017)
- Sorry to Bother You, regia di Boots Riley (2018)
- Burning - L'amore brucia (Beoning), regia di Lee Chang-dong (2018)
- Minari, regia di Lee Isaac Chung (2020)
- The Humans, regia di Stephen Karam (2021)
- Nope, regia di Jordan Peele (2022)
- Mickey 17, regia di Bong Joon-ho (2025)

#### Televisione
- The Walking Dead – serie TV, 66 episodi (2010-2016) – Glen Rhee
- The Big Bang Theory – serie TV, episodio 3x22 (2010)
- Lemons the Show – serie TV, episodi 1x03-1x04 (2010)
- Law & Order: LA – serie TV, episodio 1x15 (2011)
- Warehouse 13 – serie TV, episodio 3x06 (2011)
- NTSF:SD:SUV:: – serie TV, episodio 2x01 (2012)
- Harder Than it Looks – serie TV, episodio 1x08 (2012)
- Filthy Sexy Teen$, regia di Alex Fernie – film TV (2013)
- Drunk History – serie TV, episodio 2x07 (2014)
- Weird City – serie TV, episodio 1x05 (2019)
- The Twilight Zone – serie TV, episodio 1x04 (2019)
- Lo scontro (Beef) – serie TV, 10 episodi (2023)

#### Cortometraggi
- The Kari Files, regia di Greg Grabianski (2009)
- Carpe Millennium, regia di Eric McCoy (2010)
- Blowout Sale, regia di Timothy Kendall (2010)

### Produttore
- Minari, regia di Lee Isaac Chung (2020)

### Doppiatore
- Crysis – videogioco (2007)
- Crysis Warhead – videogioco (2008)
- La leggenda di Korra (The Legend of Korra) – serie animata, episodi 2x07-2x08-2x14 (2013)
- American Dad! – serie animata, episodio 10x03 (2014)
- Voltron: Legendary Defender – serie animata, 64 episodi (2016-2018)
- Trollhunters - I racconti di Arcadia (Trollhunters: Tales of Arcadia) – serie animata, 24 episodi (2016-2018)
- Gli eroi del Natale (The Star), regia di Timothy Reckart (2017)
- Final Space – serie animata (2018-2021)
- 3 in mezzo a noi - I racconti di Arcadia (3Below) – serie animata, 19 episodi (2018-2019)
- Tuca & Bertie – serie animata (2019-in corso)
- I Maghi - I racconti di Arcadia (Wizards: Tales of Arcadia) – serie animata, 10 episodi (2020)
- Invincible – serie animata (2021- in corso) – Invincible

## Riconoscimenti
- Premio Oscar
  - 2021 – Candidatura per il miglior attore per Minari[16]
- Golden Globe
  - 2024 – Miglior attore in una mini-serie o film per la televisione per Lo scontro
- Premio Emmy
  - 2023 - Miglior attore protagonista in una miniserie o film per la televisione per Lo scontro
- Critics' Choice Awards[18]
  - 2021 – Candidatura al miglior attore per Minari

- Independent Spirit Awards[20]
  - 2021 – Candidatura al miglior attore protagonista per Minari

- Screen Actors Guild Award[19]
  - 2021 – Candidatura al miglior cast cinematografico per Minari
  - 2021 – Candidatura al miglior attore protagonista cinematografico per Minari
  - 2024 - Migliore attore in una miniserie o film per la televisione per Lo scontro

## Doppiatori italiani
Nelle versioni in italiano delle opere in cui ha recitato, Steven Yeun è stato doppiato da:
- Nanni Baldini in Okja, Mickey 17
- Emiliano Coltorti in The Big Bang Theory, Nope
- Alessandro Campaiola in Warehouse 13
- Andrea Mete in The Walking Dead
- Daniele Giuliani in I Origins
- Davide Perino in Sorry to Bother You
- Paolo Carenzo in Burning - L'amore brucia
- Alessandro Fattori in Minari
- Dimitri Winter in Lo scontro

Da doppiatore è sostituito da:
- Emanuele Ruzza in Voltron: Legendary Defender, 3 in mezzo a noi - I racconti di Arcadia, I Maghi - I racconti di Arcadia, Trollhunters - L'ascesa dei Titani
- Luca Mannocci in Trollhunters - I racconti di Arcadia
- Paolo Vivio in Gli eroi del Natale
- Alessio De Filippis in Final Space
- Daniele Raffaeli in Tuca & Bertie
- Andrea Mete in Invincible